# FoseKift
FoseKiftは、神奈川県厚木市寿町に本社を置く日本のスポーツ用品メーカー。経営理念は、競演者の「感動」と観戦者の「感動」を繋げるコミュニケーションブランド。

## 社名・ロゴの由来
FoseKiftとは、チカラを意味する「forse」と、活動支援の繋がり、思いやりの輪を広げたい想いという意味を込めた造語の「kift」から。
ロゴは選手・家族・指導者・観客、それら4つの活動支援の繋がりを表した四葉の形のシンボルを使用している。

## 沿革
- 2014年
  - 商品開発の開始。
- 2015年
  - シリコンブレスレット、ペンダントを製造・販売。
  - 松坂大輔が日本球団（福岡ソフトバンクホークス）復帰のキャンプ前に、石井貴との対談の時に、シリコンブレスレットを着用。
  - 中日ドラゴンズとライセンス契約を締結。
  - 阪神タイガースとライセンス契約を締結。
  - 女子野球ジャパンカップ協賛。
- 2016年
  - 埼玉西武ライオンズとライセンス契約を締結。
  - 千葉ロッテマリーンズとライセンス契約を締結。
  - 福岡ソフトバンクホークスライセンス契約を締結。
  - OBTVとスポンサー契約。
  - 中四国エリア 2016年開幕戦 Fose Challenge Cup 第1回PGCツアーオープントーナメント（6試合）
  - 認定NPO法人 J.POSHのピンクリボン（乳がんの早期発見・治療）にKIFT(募金)
  - 公益財団法人がんの子どもを守る会にKIFT(募金)
  - 「Fose 被災地支援プロジェクト]（熊本県）
- 2017年
  - アンダーシャツの製造・販売。
  - 『がんばれ！くまもと！』 熊本県キャラクターくまモンとライセンス契約を締結。
  - 中四国エリア 2017年開幕戦 Fose Challenge Cup 第2回PGCツアーオープントーナメント（10試合）
  - 認定NPO法人 J.POSHのピンクリボン（乳がんの早期発見・治療）にKIFT(募金)
  - 公益財団法人がんの子どもを守る会にKIFT(募金)
- 2018年
  - 認定NPO法人 J.POSHのピンクリボン（乳がんの早期発見・治療）にKIFT(募金)
  - 公益財団法人がんの子どもを守る会にKIFT(募金)
  - フジネットワーク サザエさんにKIFT(募金)
  - 北海道胆振東部地震にKIFT(募金)
- 2019年
  - BFJ公認バット、ライセンス契約を締結
  - 第1回FoseKift Cup交流戦を開催（12チーム）
  - 小、中学生野球の冠、協賛、大会を開催（5大会）
  - 認定NPO法人 J.POSHのピンクリボン（乳がんの早期発見・治療）にKIFT(募金)
  - 公益財団法人がんの子どもを守る会にKIFT(募金)
  - フジネットワークサザエさん募金様にKIFT(募金)
  - クラウドファンディング復興支援に参加
  - FoseKift 株式会社と公益財団法人日本少年野球連盟（ボーイズリーグ）と指定業者を締結。契約期間は、2019年1月1日から2019年12月31日の1年間。
  - 日本ポニーベースボール協会の協賛スポンサー。契約期間は、2019年1月1日から2019年12月31日の1年間。
  - 2019Victoriaリーグの協賛
- 2020年
  - 硬式用グローブ、硬式用バット製造・販売。
  - 2020年シーズン森林どりスタジアムに広告を掲載
  - 第2回FoseKift Cup交流戦を開催（17チーム）
  - 小、中学生野球の冠、協賛、大会を開催（10大会）
  - 認定NPO法人 J.POSHのピンクリボン（乳がんの早期発見・治療）にKIFT(募金)
  - 公益財団法人がんの子どもを守る会にKIFT(募金)
  - 熊本の水害(令和2年7月豪雨)被災校への支援2022年3月
  - 特定非営利活動法人　ピースウィンズ・ジャパンにKIFT(寄付)
  - 特定非営利活動法人　未来図書館にKIFT(寄付)
  - FoseKift 株式会社と公益財団法人日本少年野球連盟（ボーイズリーグ）と指定業者を締結。契約期間は、2020年1月1日から2020年12月31日の1年間。
- 2021年
  - NPB公認バットメーカー、ライセンス契約を締結。
  - Rapsodoを導入（投手用、打者用）
  - 第3回FoseKift Cup交流戦を開催（27チーム）小、中学生野球の冠、協賛、大会を開催（23大会）
  - FoseKift 株式会社と東北楽天ゴールデンイーグルスは、オフィシャルスポンサー契約締結。契約期間は、2021年1月1日から2021年12月31日の1年間。
  - FoseKift 株式会社と公益財団法人日本少年野球連盟（ボーイズリーグ）と指定業者を締結。契約期間は、2021年1月1日から2021年12月31日の1年間。
  - FoseKift 株式会社と一般財団法人日本リトルシニア中学硬式野球協会関東連盟南関東支部とスポンサー契約を締結。契約期間は、2021年1月1日から2022年12月31日の2年間。
  - FoseKift 株式会社と一般社団法人全日本少年硬式野球連盟（ヤングリーグ）と指定業者を締結。契約期間は、2021年1月1日から2021年12月31日の1年間。
  - 2021年8月 FoseKift株式会社と関東学院六浦ラグビー部は、スポンサー契約締結。
  - 日本ポニーベースボール協会の協賛スポンサー
- 2022年
  - FoseKift 株式会社と東北楽天ゴールデンイーグルスは、オフィシャルスポンサー契約締結。契約期間は、2022年1月1日から2022年12月31日の1年間。
  - 『Professionalアンダーシャツ』製造・販売。
  - 第4回FoseKift Cup交流戦を開催（51チーム）
  - FoseKift 株式会社と公益財団法人日本少年野球連盟（ボーイズリーグ）と指定業者を締結。契約期間は、2022年1月1日から2022年12月31日の1年間。
  - FoseKift 株式会社と一般社団法人全日本少年硬式野球連盟（ヤングリーグ）と指定業者を締結。契約期間は、2022年1月1日から2022年12月31日の1年間。
  - NPB公認バットメーカー、ライセンス契約を締結。契約期間は、2022年1月1日から2022年12月31日の1年間。
  - BFJ公認バット、ライセンス契約を締結。契約期間は、2022年1月1日から2022年12月31日の1年間。
  - 特定非営利活動法人　国連UNHCR協会　ウクライナ緊急募金にKIFT(募金)
- 2023年
  - FoseKift株式会社と公益財団法人日本少年野球連盟（ボーイズリーグ）と指定業者を締結。契約期間は、2023年1月1日から2023年12月31日の1年間。
  - FoseKift 株式会社と一般社団法人全日本少年硬式野球連盟（ヤングリーグ）と指定業者を締結。契約期間は、2023年1月1日から2023年12月31日の1年間。
  - FoseKift 株式会社と一般財団法人日本リトルシニア中学硬式野球協会関東連盟南関東支部とスポンサー契約を締結。契約期間は、2023年1月1日から2024年12月31日の2年間。
  - FoseKift 株式会社と一般財団法人日本リトルシニア中学硬式野球協会関東連盟関東連盟東東京支部とスポンサー契約を締結。契約期間は、2023年1月1日から2023年12月31日の1年間。
  - 第5回FoseKift Cup交流戦を開催（81チーム）
  - NPB公認バットメーカー、ライセンス契約を締結。契約期間は、2023年1月1日から2023年12月31日の1年間。
  - BFJ公認バット、ライセンス契約を締結。契約期間は、2023年1月1日から2023年12月31日の1年間。
  - 日本硬式野球ボール商工会に加盟しました。
- 2024年
  - FoseKift株式会社と公益財団法人日本少年野球連盟（ボーイズリーグ）と指定業者を締結。契約期間は、2024年1月1日から2024年12月31日の1年間。
  - FoseKift 株式会社と一般財団法人日本リトルシニア中学硬式野球協会関東連盟関東連盟東東京支部とスポンサー契約を締結。契約期間は、2024年1月1日から2024年12月31日の1年間。
  - FoseKift 株式会社と一般社団法人全日本少年硬式野球連盟（ヤングリーグ）と指定業者を締結。契約期間は、2024年1月1日から2024年12月31日の1年間。
  - NPB公認バットメーカー、ライセンス契約を締結。契約期間は、2024年1月1日から2024年12月31日の1年間。
  - BFJ公認バット、ライセンス契約を締結。契約期間は、2024年1月1日から2024年12月31日の1年間。
  - 第6回FoseKiftCup交流戦を開催（105チーム）
  - 一般財団法人日本リトルシニア中学硬式野球協会と硬式ボールのマークの使用許可を締結致しました。契約期間は2024年4月1日から2023年3月31日の1年間。
  - 令和6年能登半島地震緊急支援募金(Yahoo!基金)寄付を致しました。
- 2025年
  - FoseKift株式会社と公益財団法人日本少年野球連盟（ボーイズリーグ）と指定業者を締結。契約期間は、2025年1月1日から2025年12月31日の1年間。
  - FoseKift 株式会社と一般社団法人全日本少年硬式野球連盟（ヤングリーグ）と指定業者を締結。契約期間は、2025年1月1日から2025年12月31日の1年間。
  - 第7回FoseKiftCup交流戦 Supported by J:COM（95チーム）
  - NPB公認バットメーカー、ライセンス契約を締結。契約期間は、2025年1月1日から2025年12月31日の1年間。
  - BFJ公認バット、ライセンス契約を締結。契約期間は、2025年1月1日から2025年12月31日の1年間。

## FoseKiftCup交流戦
- 第1回 FoseKiftCup交流戦（12チーム）
  - 優勝 横浜緑ボーイズ
  - 準優勝 横浜泉中央ボーイズ
  - 3位 浦和中央ボーイズ
- 第2回 FoseKiftCup交流戦（17チーム）
  - 優勝 横浜緑ボーイズ
  - 準優勝 オセアン横浜ヤング
  - 3位 海老名リトルシニア
- 第3回 FoseKiftCup交流戦
  - コロナウイルス感染症の流行の為、中止
- 第4回 FoseKiftCup交流戦（51チーム）
  - コロナウイルス感染症の流行の為、中止
- 第5回 FoseKiftCup交流戦（81チーム）
  - 優勝 狭山西武ボーイズ
  - 準優勝 湘南寒川リトルシニア
  - 3位 千葉沼南ヤング
- 第6回 FoseKiftCup交流戦（105チーム）
  - 優勝 狭山西武ボーイズ
  - 準優勝 湘南寒川リトルシニア
  - 3位 埼玉SPヤング
- 第7回 FoseKiftCup交流戦 Supported by J:COM（95チーム）
  - 優勝 狭山西武ボーイズ
  - 準優勝 東板橋リトルシニア
  - 3位 羽田アンビシャス

## 大会一覧
- 2019年1月
  - 第1回FoseKiftCup交流戦予選リーグ（12チーム）
- 2月
  - 第1回FoseKiftCup交流戦決勝リーグ（12チーム）
- 12月
  - FoseKiftCUP CHAMPIONSHIP
- 2020年1月
  - 第2回FoseKiftCup交流戦予選リーグ（17チーム）
- 2月
  - 第2回FoseKiftCup交流戦決勝リーグ（17チーム）
- 2021年2月
  - 第3回FoseKiftCup交流戦（コロナウイルス感染症の流行の為、中止）
- 3月
  - 第2回MIECup FoseKift協賛
- 5月
  - FoseKift杯第20回三重県支部ジュニア大会
  - 第1回上信越中学生硬式野球大会　群馬支部/長野支部 （ボーイズリーグ）協賛FoseKif
- 6月
  - FoseKift杯 第52回日本少年野球 選手権大会 栃木県支部予選　ジャイアンツカップ及び関東大会栃木県支部予選
  - 第52回日本少年野球 選手権大会 群馬支部予選　協賛FoseKift（ボーイズリーグ）
  - 第52回日本少年野球選手権大会 東京都西支部予選
- 7月
  - FoseKiftCup2021 リトルシニア南関東支部二年生大会　FoseKift杯
  - FoseKiftCup2021 第1回関東地区女子硬式野球大会
  - 厚木市少年野球夏季交流戦　協賛FoseKift
- 8月
  - 第14回アークバリア旗.徳島県知事杯争奪東四国大会　協賛FoseKift
- 9月
  - 第14回長野県支部ジュニア大会　東日本選手権大会　協賛FoseKift（ボーイズリーグ）
  - 第37回岩手県支部秋季新人大会兼第1回親和杯野球第会　協賛FoseKift
- 10月
  - 令和3年秋季埼玉県支部大会兼第1回FoseKift杯中学生ジュニア（ボーイズリーグ）
  - 第１回FoseKift杯兼第４０回(一財)日本リトルシニア中学硬式野球協会東北連盟宮城県支部秋季新人大会
  - 2021年度江戸川区長杯争奪大会兼東東京支部秋季大会　協賛FoseKift
  - FoseKift杯 2021第1回東北地区女子硬式野球大会
  - 富岡博メモリアルトーナメント 群馬県大会　協賛FoseKift
  - FoseKift 2021ALLSTAR GAME 厚木海老名交流戦
  - 第1回FoseKift杯埼玉県支部秋季中学部ジュニア大会
- 11月
  - 第1回Fosekift杯兼東東京支部一年生大会
  - FoseKift杯第12回日本少年野球東北支部1年生大会　FoseKift協賛3年生大会
- 12月
  - FoseKiftブロック対抗三年生ウィンターリーグ
  - FoseKift杯 神奈川県ボーイズリーグ1年生大会
- 2022年1月
  - ArakawaKatsushikaValiants Fosekift交流大会
  - 第4回FoseKiftCup交流戦予選リーグ（51チーム）
- 2月
  - 第4回FoseKiftCup交流戦決勝リーグ（51チーム）
- 3月
  - MIEカップ2022 三重県中学生硬式野球交流大会 協賛FoseKift
- 4月
  - 第1回FoseKift杯九州北部地区野球大会（シニアリーグ）
  - 第2回FoseKift杯 西関東支部春季大会 (ジャイアンツカップ神奈川県代表決定戦・ベイスターズカップ出場権)　ヤングリーグ
  - 2022年東東京支部春季大会（シニアリーグ）協賛FoseKift
  - FoseKift杯春季マイナー大会（リトルリーグ東京連盟）
- 5月
  - FoseKift杯第29回東京都東支部２年生大会（ボーイズリーグ）
  - Fosekift杯第21回三重県支部中学生ジュニア大会（ボーイズリーグ）
  - 第2回上信越中学生硬式野球大会 協賛 FoseKift
  - 第53回日本少年野球選手権大会予選 東京都西支部予選 協賛 FoseKift（ボーイズリーグ）
- 6月
  - 第53回日本少年野球選手権大会栃木県支部予選 協賛 FoseKift（ボーイズリーグ）
- 7月
  - 2022年度FoseKift杯兼東東京支部夏季大会（シニアリーグ）
  - 2022年度FoseKiftCup 2022 リトルシニア南関東支部二年生大会
  - 第7回富士山カップ 協賛FoseKift
- 9月
  - 2022年度 江戸川区長杯争奪大会兼東東京支部秋季大会（シニアリーグ） 協賛FoseKift
  - 第2回FoseKift杯 兼第41回 宮城県支部秋季新人大会（シニアリーグ）
  - 第15回日本少年野球長野県支部ジュニア大会（東日本選抜大会予選）協賛 FoseKift
  - 第2回FoseKift杯埼玉支部レギュラー大会
  - 第2回FoseKift杯埼玉支部ジュニア大会
  - 第2回FoseKift杯埼玉支部小学部大会
  - 第15回東四国大会（ヤングリーグ） 協賛FoseKift
  - 第2回FoseKift 杯九州北部地区野球大会
- 10月
  - FoseKiftCup第36回九州選手権秋季九州北部地区大会（フレッシュリーグ）
  - 第2回FoseKift杯争奪 兵庫西支部2年生大会（ヤングリーグ）
- 11月
  - FoseKift杯第53回春季全国大会岐阜県支部予選（ボーイズリーグ）
  - 2022年度FoseKift杯兼東東京支部一年生大会（シニア）
  - Fosekift杯第29回東京都東支部中学1年生大会（ボーイズリーグ)
  - FoseKiftブロック対抗三年生ウィンターリーグ（南関東支部シニア）
  - 日本少年野球第53回春季全国大会群馬県支部予選（ボーイズリーグ）協賛 FoseKift
  - FoseKift杯第13回日本少年野球東北支部1年生大会（ボーイズリーグ）
- 12月
  - 第1回FoseKiftCup県央オールスター交流戦（厚木市、海老名市、座間市、綾瀬市 小学生）
  - 第16回日本少年野球FoseKift杯神奈川1年生大会（ボーイズリーグ）
- 2023年1月
  - 第9回 東京ベイボーイズカップ（少年野球大会）協賛 FoseKift
  - 第5回FoseKiftCup交流戦予選リーグ(81チーム）
- 2月
  - 第5回FoseKiftCup交流戦決勝リーグ(81チーム）
- 3月
  - 第1回FoseKift杯　ヤング福岡大会
  - 2023年度 FoseKift 兼 東東京支部春季大会
  - MIEカップ2023 三重県中学生硬式野球交流大会 協賛FoseKift
- 4月
  - 第1回FoseKift Cup九州地区交流戦
  - 東京連盟Fosekift杯春季マイナー大会
  - 第2回福井県学童ソフトボール大会
  - 第42回宮城県支部春季大会 協賛FoseKift（シニアリーグ)
  - FoseKift杯兼東東京支部城東ブロック春季大会（シニアリーグ）
- 5月
  - 第3回FoseKift杯 西関東支部春季大会 (ジャイアンツカップ神奈川県代表決定戦・ベイスターズカップ出場権)　ヤングリーグ
  - 第13回兵庫県学童軟式野球大会FoseKiftトーナメント
  - FoseKift杯 第21回支部中学生ジュニア大会
  - 葛飾リトルシニアルーキーズカップ 協賛FoseKift
  - 第3回上信越中学生硬式野球大会 協賛 FoseKift
  - FoseKift杯　2023年日本少年野球東京都東支部２年生大会（ボーイズリーグ）
- 6月
  - FoseKift杯第54回選手権大会岐阜県支部予選(ボーイズリーグ)
- 7月
  - FoseKiftCup 2023リトルシニア南関東支部二年生大会
  - FoseKift presents第30回協会長杯争奪大会岐阜支部（ボーイズリーグ）
  - 2023年度FoseKift杯兼東東京支部夏季大会（シニアリーグ）
  - 第54回 日本少年野球選手権大会 東京都西支部予選協賛FoseKift
- 8月
  - FoseKiftCup硬式野球鹿児島大会中学部（フレッシュリーグ）
  - FoseKiftCup硬式野球鹿児島大会小学部（フレッシュリーグ）
  - 第2回FoseKift東北復興硬式中学野球交流大会
- 9月
  - 第16回徳島県知事杯争奪東四国大会 協賛FoseKift（ヤングリーグ）
  - 2023年度江戸川区長杯兼東東京支部秋季大会 協賛FoseKift（リトルシニア関東連盟）
  - FoseKift協賛第16回日本少年野球長野県支部ジュニア大会（ボーイズリーグ）
  - 第3回FoseKift杯 九州北部地区野球大会
  - 第16回徳島県知事杯争奪東四国大会(ジュニア部)
  - FoseKift杯兼第42回宮城県支部新人大会（シニアリーグ）
  - 第3回FoseKift杯争奪兵庫西支部2年生大会（ヤングリーグ）
- 10月
  - FoseKiftCup第37回九州選手権秋季九州北部地区大会2023（フレッシュリーグ）
  - 埼玉県東西支部令和5年度第3回FoseKiftCupジュニア大会（ボーイズリーグ）
  - 埼玉県東西支部令和5年度第3回FoseKiftCupレギュラー大会（ボーイズリーグ埼玉県支部）
  - 第41回 岩手県支部秋季新人大会兼第3回親和杯野球大会　協賛FoseKift （シニアリーグ)
- 11月
  - FoseKift杯東京都東支部中学1年生大会（ボーイズリーグ東京都東支部）
  - FoseKift2023年ブロック対抗三年生ウィンターリーグ（シニアリーグ)
  - 第2回FoseKiftCup県央オールスター交流戦（厚木市、海老名市、座間市、綾瀬市 小学生）
  - FoseKift杯第14回日本少年野球東北支部一年生大会（リトルシニア東北連盟）
- 12月
  - 第6回EAST東京カップ交流大会 協賛FoseKift
  - 2023年FoseKiftブロック対抗３年生ウィンターリーグ（シニアリーグ）
  - 第17回日本少年野球FoseKift杯神奈川1年生大会（ボーイズリーグ）
- 2024年1月
  - 第6回FoseKiftCup交流戦予選リーグ（105チーム）
- 2月
  - 第6回FoseKiftCup交流戦決勝リーグ（105チーム）
- 3月
  - 第2回FoseKift杯ヤング福岡大会（ヤングリーグ九州第一支部）
  - MIEカップ2023 三重県中学生硬式野球交流大会 協賛FoseKift
  - 2024年度FoseKift兼東東京支部春季大会（シニアリーグ）
  - FoseKift杯春季マイナー大会 協賛FoseKift （リトルリーグ東京連盟）
- 4月
  - 第2回FoseKiftCup九州地区交流野球大会
  - 第4回FoseKift杯 西関東支部春季大会 (ジャイアンツカップ神奈川県代表決定戦)　ヤングリーグ
- 5月
  - 第4回関東新聞販売上信越中学生硬式野球大会（協賛FoseKift）
  - FoseKift杯第23回三重県支部中学生ジュニア大会（ボーイズリーグ）
  - 葛飾リトルシニアルーキーズカップ （協賛FoseKift）
- 6月
  - FoseKift杯第55回選手権大会岐阜県支部予選(ボーイズリーグ)
- 7月
  - 第1回林和男旗杯東･西東京卒業生大会（協賛FoseKift）
- 8月
  - 第2回FoseKiftCup硬式野球鹿児島大会
  - 第13回日本リトルシニア東日本選抜野球大会（協賛FoseKift）
  - 第17回東四国ヤングリーグジュニア大会（協賛FoseKift）
- 9月
  - FoseKift杯第43回リトルシニア宮城県支部秋季新人大会
  - 第17回東四国ヤングリーグレギュラー大会（協賛FoseKift）
  - 第4回FoseKift杯九州北部地区野球大会
  - FoseKift presents第31回協会長杯争奪大会（ボーイズ岐阜県支部）
  - FoseKift杯第1回北関東３年生Lastmatch（ボーイズリーグ群馬支部,栃木支部,茨城支部）
  - 2024年度江戸川区長杯兼東東京支部秋季大会 協賛FoseKift（シニアリーグ）
  - FoseKift杯兼第43回宮城県支部新人大会（シニアリーグ）
  - 埼玉県東西支部第4回FoseKiftCup小学部ジュニア大会(ボーイズリーグ)
  - FoseKift協賛第17回日本少年野球長野県支部ジュニア大会（ボーイズリーグ）
- 10月
  - 埼玉県東西支部第4回FoseKiftCup中学部ジュニア大会(ボーイズリーグ)
  - 埼玉県東西支部第4回FoseKiftCup中学部レジュラー大会(ボーイズリーグ)
  - FoseKiftCUP九州選手権秋季九州北部地区大会（フレッシュリーグ）
- 11月
  - FoseKift杯東東京支部一年生大会（シニアリーグ）
  - 第3回FoseKiftCup県央オールスター交流戦（厚木市、海老名市、座間市、綾瀬市 小学生）
  - FoseKift杯第15回日本少年野球東北南支部一年生大会
  - FoseKift杯第15回日本少年野球東北中央支部一年生大会
- 12月
  - 第1回FoseKift Champions League KYUSHU
  - 第18回日本少年野球FoseKift杯神奈川1年生大会
- 2025年1月
  - 第7回FoseKiftCup交流戦 Supported by J:COM予選リーグ
- 2月
  - 第7回FoseKiftCup交流戦 Supported by J:COM決勝リーグ
  - 第18回日本少年野球FoseKift杯神奈川1年生大会
- 3月
  - MIEカップ2025三重県中学生硬式野球交流大会 協賛FoseKift
  - 2025年FoseKift杯兼東東京支部春季大会
- 4月
  - 第5回FoseKift杯 西関東支部春季大会 (ジャイアンツカップ神奈川県代表決定戦)　ヤングリーグ
  - 第3回FoseKiftCup九州地区交流野球大会
  - FoseKift杯第44回岩手県支部大会（シニアリーグ）
- 5月
  - 第3回姫路市長杯争奪兼第16回兵庫県学童軟式野球大会FoseKiftトーナメント
  - FoseKift杯第24回三重県支部中学生ジュニア大会（ボーイズリーグ）
- 7月
  - 第2回林和男旗杯 東･西東京卒業生大会（協賛FoseKift）
- 8月
  - 第3回FoseKiftCup硬式野球鹿児島大会
- 9月
  - 第18回東四国大会レギュラー（協賛FoseKift）
  - 第18回東四国大会ジュニア（協賛FoseKift）
  - 第3回FoseKift杯ヤング福岡大会

## 契約
- オフィシャルスポンサー
  - 東北楽天ゴールデンイーグルス（2021年1月1日から2022年12月31日まで2年間）
- 用具提供契約
  - 石井貴
  - 山村宏樹
  - 前田幸長
  - 愛甲猛
  - 金刃憲人
  - 小島和哉
  - 弓削隼人
  - 櫻井周斗
  - 前川右京
  - 小林樹斗
  - 永島田輝斗（2024年1月1日から2024年12月31日まで1年間）
  - 井上絢登（2024年1月1日から2024年12月31日まで1年間）
  - 近藤大雅（2024年1月1日から2024年12月31日まで1年間）
  - 小野勝利
  - 日高結衣（2023年1月1日から2023年12月31日まで1年間）

- サポート契約
  - 愛甲猛
  - 山下奈々ボクシング

- サポートチーム

ボーイズリーグ
- - 横浜緑ボーイズ
  - 湘南ボーイズ
  - 都筑中央ボーイズ
  - 江戸川南ボーイズ
  - 狭山西武ボーイズ
  - 群馬西毛ボーイズ
  - 宮城栗原ボーイズ
  - 沖縄中央ボーイズ

リトルシニア
- - 海老名リトルシニア
  - 湘南寒川リトルシニア
  - 世田谷目黒西リトルシニア

ヤングリーグ
- - 兵庫夢前ヤング
  - 播州ヤング

ポニーリーグ
- - 千葉ポニー
  - 仙台ポニー
  - みやぎ県南ポニー

フレッシュリーグ
- - 鹿児島バッファローズ
  - 串木野ドリームズ
  - 串木野黒潮

- 専属モデル
  - 中島かおり